# Vykort från drömfabriken
Vykort från drömfabriken (originaltitel: Postcards from the Edge) är en amerikansk dramakomedifilm från 1990 i regi av Mike Nichols. Manuset av Carrie Fisher är baserat på hennes semi-biografiska roman från 1987 med samma titel (om relationen mellan Fisher och hennes mor, Debbie Reynolds). Filmens huvudroller spelas av Meryl Streep, Shirley MacLaine och Dennis Quaid.
Filmen hade premiär i USA den 14 september 1990.

## Medverkande
- Meryl Streep – Suzanne Vale
- Shirley MacLaine – Doris Mann
- Dennis Quaid – Jack Faulkner
- Gene Hackman – Lowell Kolchek
- Richard Dreyfuss – Dr. Frankenthal
- Rob Reiner – Joe Pierce
- Mary Wickes – Grandma
- Conrad Bain – Grandpa
- Annette Bening – Evelyn Ames
- Simon Callow – Simon Asquith
- Gary Morton – Marty Wiener
- C.C.H. Pounder – Julie Marsden
- Robin Bartlett – Aretha
- Barbara Garrick – Carol
- Anthony Heald – George Lazan
- Dana Ivey – Wardrobe Mistress
- Oliver Platt – Neil Bleene